# Alright! (album)
 (avril 2020).
Si vous disposez d'ouvrages ou d'articles de référence ou si vous connaissez des sites web de qualité traitant du thème abordé ici, merci de compléter l'article en donnant les références utiles à sa vérifiabilité et en les liant à la section « Notes et références ».
Pour les articles homonymes, voir Alright.
Albums de Bogdan Raczynski
Who Is It (Shooting Stars & Asteroids Mix)
(single)
(2005) Rave 'Till You Cry
(2019)
Alright! est le septième album de Bogdan Raczynski sorti le 19 novembre 2007 chez Rephlex Records.
Il y a une interrogation concernant la réelle appellation des titres de ce disque. Tous nommés et référencés sous le même nom Alright!, mais une fois le CD enfourné dans certains lecteurs de CD ou dans le PC, l'équipe de Rephlex Records et/ou Bogdan se seraient amusés à dénommer les 8 titres de ce disque par les 8 distributeurs internationaux des productions du label : La Baleine pour la France, Rough Trade pour l’Allemagne, Lowlands pour la Belgique, Forced Exposure pour les USA, etc. Les noms de ces titres sont souvent utilisés par certains, particulièrement les fans, plus que les numéros de piste. Normalement, ces morceaux sont une continuité de l’album en 8 parties.
Bogdan Raczynski annonce la couleur et le contenu de cet album, sur le back cover, derrière le boîtier du CD, avec un texte hautement explicite : [...] Dubbed 'alright!', the album's 42 minutes and 8 tracks take you on a critical mission to save the galaxy from absolute boredom and stupefying seriousness.

With all negative events and saddening consequences of our actions, the world can look like a daunting and crippling mess. Enter 'alright!', a joyful & spicy blend of old-school rave, new school eurodance power, original hardcore dance vibes and only the best in acid energy to inject a touch of joy and magic in your life. You can buy the album, you can nick it off a friend, but without it, you are a lost soul.

## Liste des morceaux
| 1. | Untitled [SKD SRD]         | 4:59 |
| 2. | Untitled [Inertia]         | 4:51 |
| 3. | Untitled [Forced Exposure] | 4:31 |
| 4. | Untitled [La Baleine]      | 4:32 |
| 5. | Untitled [Neuton]          | 4:05 |
| 6. | Untitled [Rough Trade]     | 5:32 |
| 7. | Untitled [Lowlands]        | 5:58 |
| 8. | Untitled [Goodfellas]      | 7:38 |

| a1.    | Untitled [Alright! - Part. 1] | 4:59 |
| a2.    | Untitled [Alright! - Part. 2] | 4:51 |
| aa1.   | Untitled [Alright! - Part. 3] | 4:31 |
| aa2.   | Untitled [Alright! - Part. 4] | 4:32 |
| aaa1.  | Untitled [Alright! - Part. 5] | 4:05 |
| aaa2.  | Untitled [Alright! - Part. 6] | 5:32 |
| aaaa1. | Untitled [Alright! - Part. 7] | 5:58 |
| aaaa2. | Untitled [Alright! - Part. 8] | 7:38 |

## Fiche
- Label : Rephlex Records
- Catalogue : CAT 193 CD / LP
- Format : CD / 2LP
- Pays :  Royaume-Uni
- Date de sortie : 19 novembre 2007